# Herrarnas turnering i handboll vid olympiska sommarspelen 1980
Herrarnas turnering i handboll vid olympiska sommarspelen 1980 arrangerades mellan 20 juli och 30 juli i Moskva. Tolv nationer var med i turneringen. Det bästa laget i respektive grupp gick till final. De andraplacerade lagen gjorde upp om bronset. Övriga lag fick spela klassificeringsmatcher.

## Medaljfördelning
| Gren                | Guld | Silver | Brons |
| Herrarnas turnering | Östtyskland Siegfried Voigt Günter Dreibrodt Peter Rost Klaus Gruner Hans-Georg Beyer Dietmar Schmidt Hartmut Krüger Lothar Doering Ernst Gerlach Frank-Michael Wahl Ingolf Wiegert Wieland Schmidt Rainer Höft Hans-Georg Jaunich | Sovjetunionen Michail Isjtjenko Viktor Machorin Sergej Kusjniryjuk Aleksandr Karsjakevitj Vladimir Kravtsov Vladimir Belov Anatolij Fedyjukin Aleksandr Anpilogov Evgenij Tjernysjov Aleksej Zjuk Nikolaj Tomin Jurij Kidyjajev Vladimir Repijev Valdemar Nivitskij | Rumänien Nicolae Munteanu Marian Dumitru Iosif Boroș Maricel Voinea Vasile Stîngă Radu Voinea Cezar Drăgăniṭă Cornel Durău Ştefan Birtalan Alexandru Fölker Neculai Vasilcă Lucian Vasilache Andrian Cosma Claudiu Eugen Ionescu |

## Inledande omgång

### Grupp A
| Rank | Lag         | Pld | W | D | L | GF  | GA  | Poäng |  | Östtyskland | Ungern | Spanien | Polen | Danmark | Kuba  |
| ---- | ----------- | --- | - | - | - | --- | --- | ----- |  | ----------- | ------ | ------- | ----- | ------- | ----- |
| 1.   | Östtyskland | 5   | 4 | 1 | 0 | 108 | 92  | 9     |  | X           | 14:14  | 21:17   | 22:21 | 24:20   | 27:20 |
| 2.   | Ungern      | 5   | 3 | 2 | 0 | 96  | 88  | 8     |  | 14:14       | X      | 20:17   | 20:20 | 16:15   | 26:22 |
| 3.   | Spanien     | 5   | 2 | 1 | 2 | 102 | 106 | 5     |  | 17:21       | 17:20  | X       | 24:22 | 20:19   | 24:24 |
| 4.   | Polen       | 5   | 2 | 1 | 2 | 123 | 97  | 5     |  | 21:22       | 20:20  | 22:24   | X     | 26:12   | 34:19 |
| 5.   | Danmark     | 5   | 1 | 0 | 4 | 96  | 104 | 2     |  | 20:24       | 15:16  | 19:20   | 12:26 | X       | 30:18 |
| 6.   | Kuba        | 5   | 0 | 1 | 4 | 103 | 141 | 1     |  | 20:27       | 22:26  | 24:24   | 19:34 | 18:30   | X     |

### Grupp B
| Rank | Lag           | Pld | W | D | L | GF  | GA  | Poäng |  | Sovjetunionen | Rumänien | Socialistiska federativa republiken Jugoslavien | Schweiz | Algeriet | Kuwait |
| ---- | ------------- | --- | - | - | - | --- | --- | ----- |  | ------------- | -------- | ----------------------------------------------- | ------- | -------- | ------ |
| 1.   | Sovjetunionen | 5   | 4 | 0 | 1 | 134 | 75  | 8     |  | X             | 19:22    | 22:17                                           | 22:15   | 33:10    | 38:11  |
| 2.   | Rumänien      | 5   | 4 | 0 | 1 | 119 | 88  | 8     |  | 22:19         | X        | 21:23                                           | 18:16   | 26:18    | 32:12  |
| 3.   | Jugoslavien   | 5   | 4 | 0 | 1 | 132 | 92  | 8     |  | 17:22         | 23:21    | X                                               | 26:21   | 22:18    | 44:10  |
| 4.   | Schweiz       | 5   | 2 | 0 | 3 | 110 | 98  | 4     |  | 15:22         | 16:18    | 21:26                                           | X       | 26:18    | 32:14  |
| 5.   | Algeriet      | 5   | 1 | 0 | 4 | 94  | 124 | 2     |  | 10:33         | 18:26    | 18:22                                           | 18:26   | X        | 30:17  |
| 6.   | Kuwait        | 5   | 0 | 0 | 5 | 64  | 176 | 0     |  | 11:38         | 12:32    | 10:44                                           | 14:32   | 17:30    | X      |

Tiebreaker för tredjeplatsen:
| Rank | Lag           | Pld | W | D | L | GF | GA | Poäng |  | Sovjetunionen | Rumänien | Socialistiska federativa republiken Jugoslavien |
| ---- | ------------- | --- | - | - | - | -- | -- | ----- |  | ------------- | -------- | ----------------------------------------------- |
| 1.   | Sovjetunionen | 2   | 1 | 0 | 1 | 41 | 39 | 2     |  | X             | 19:22    | 22:17                                           |
| 2.   | Rumänien      | 2   | 1 | 0 | 1 | 43 | 42 | 2     |  | 22:19         | X        | 21:23                                           |
| 3.   | Jugoslavien   | 2   | 1 | 0 | 1 | 40 | 43 | 2     |  | 17:22         | 23:21    | X                                               |

## Slutspel
Match om 11 plats, Dynamo
- 11:00 Kuba 32-24 Kuwait

Match om 9 plats, Dynamo
- 12:30 Danmark 28-20 Algeriet

Match om 7 plats, Dynamo
- 13:00 Polen 23-22 Schweiz

Match om 5 plats,  Sokolniki
- 14:00 Spanien 24-23 Jugoslavien

Match om 3 plats,  Sokolniki
- 14:45 Ungern 18-20 Rumänien

Match om 1 plats,  Sokolniki
- 18:30 Östtyskland 23-22 Sovjetunionen OT